# 若泽·拉莫斯·奥尔塔
若泽·曼努埃尔·拉莫斯·奥尔塔（葡萄牙語：José Manuel Ramos-Horta，1949年12月26日—），东帝汶政治人物，日本法政大学名誉博士。先后担任过東帝汶外交部長、东帝汶总理、東帝汶总统，诺贝尔和平奖获得者。奥尔塔在2008年2月11日的一次东帝汶叛军袭击中严重受伤，在澳大利亚接受治疗。2008年3月19日恢復良好已出院。2022年，再度当选東帝汶总统。

## 早年时期
奥尔塔是欧洲和当地土族人混血（mestiço），他出生于葡屬帝汶首都帝力，拉莫斯·奥尔塔的母亲是东帝汶人，父亲是萨拉查社團主義独裁统治时期流亡到葡属帝汶的葡萄牙人，就读于索伊巴达一个小村庄的天主教教会学校，后来成为印度尼西亚侵略时期东帝汶独立革命阵线的核心人物之一。他的8个兄弟姐妹中4个遭到了印尼军方的残酷杀害。
拉莫斯·奥尔塔在荷兰海牙国际法学院和斯特拉斯堡国际人权学院学习（1983），随后在美国安蒂奥克大学取得了文学硕士学位（1984），1987年成为牛津大学圣安东尼学院任客座讲师。
他和东帝汶国内事务管理部部长安娜·佩索阿·平托（Ana Pessoa Pinto）离异，两人离婚前生有一个儿子Loro。

## 政治经历
1969年，他成为东帝汶当地电台和电视台的记者，当时的东帝汶还是葡萄牙的殖民地，奥尔塔积极参与东帝汶独立运动，1970年至1971年被葡萄牙当局流放到葡屬東非（今莫桑比克）。
1975年，葡萄牙政府允许东帝汶举行公民投票，实行民族自决。主张独立的东帝汶独立革命阵线、主张同葡萄牙维持关系的民主联盟，和主张同印尼合并的东帝汶人民民主协会三方之间因政见不同引发内战。独立革命阵线于1975年11月28日单方面宣布东帝汶独立，成立东帝汶民主共和国，奥尔塔被任命为外交新闻部长。同年12月，印尼出兵东帝汶，并于1976年宣布东帝汶为印尼第27个省。
奥尔塔是东帝汶独立革命阵线的创始人及前成员。他在1975年至1999年印尼占领期间，一直服务于流亡的东帝汶抵抗力量。虽然他一直在东帝汶独立革命阵线工作，但是在1988年他退出了这一党派，成为了独立的政治家。
1996年，奥尔塔与卡洛斯·菲利普·西门内斯·贝洛一起获得诺贝尔和平奖，获此奖的理由是：“为寻求和平解决东帝汶问题作出了重大贡献”。2002年东帝汶正式宣布独立后，奥尔塔便成为该国第一任外交部长。
2006年6月26日，阿尔卡蒂里总理在一次政治骚乱中辞职，随后奥尔塔被总统古斯芒委任为东帝汶第二任总理。
2007年，奥尔塔在东帝汶第二轮总统大选中胜出，正式宣誓成为东帝汶总统。
2013年1月2日，奥尔塔被任命为联合国几内亚比绍建设和平综合办事处（UNIOGBIS）的联合国特别代表兼负责人。
奥尔塔曾荣获葡萄牙自由勋章。
奥尔塔也被称为“中国人民的老朋友”。

## 东帝汶总统
奥尔塔于2007年5月20日在帝力的国会就任东帝汶总统。他的总理一职由埃斯坦尼斯劳·达·西尔瓦接任。

### 暗杀事件
2008年2月11日清晨，拉莫斯·奥尔塔总统在帝力的总统官邸遭到叛军袭击，腹部中弹受伤严重，总统的一位警卫则在交战中中弹身亡，而在此后的还击中叛军首领阿尔弗雷多·雷纳多被击毙。奥尔塔受伤后迅速被送往帝力澳大利亚驻东帝汶维和部队医院，接受手术治疗。之后，奥尔塔飞抵澳大利亚北领地首府达尔文市接受进一步治疗。总统的一位邻居在接受路透社采访时表示，当时奥尔塔的腹部伤势十分严重，但是据葡萄牙官方报纸称，奥尔塔的伤势并没有想象中的严重，帝力的葡萄牙大使馆发出公告称奥尔塔已经脱离了危险期。
2008年2月11日白天，澳大利亚总理陆克文在接受媒体参访时表示，奥尔塔总统的伤势“非常严重”，但目前已经趋于稳定。东帝汶副总理若泽·路易斯·古特雷斯也在随后证实，奥尔塔总统和古斯芒总理的官邸当天早晨先后遭到叛军袭击，但是古斯芒总理未受到伤害。古特雷斯说，叛军企图杀害总统和总理的懦夫行为是一场“未遂政变”。

## 卸任
2012年5月19日，陶尔·马坦·鲁阿克宣誓就任总统，奥尔塔正式卸任。

## 再度就任總統
2022年4月19日，奥尔塔在总统选举的第二轮选举中击败时任总统弗朗西斯科·古特雷斯，凭借62.1%的投票率赢得选举，成为东帝汶历史上第一个任期不连贯但再度当选的总统候选人，古特雷斯则是史上第二位被击败的在任总统，第一位是2012年首轮选举出局的奥尔塔。奥尔塔之所以选择复出，是因为他觉得古特雷斯任内的操作违反宪法。
5月20日，奥尔塔宣誓就任东帝汶总统，顺利完成权力交接。